# Parábola del siervo despiadado

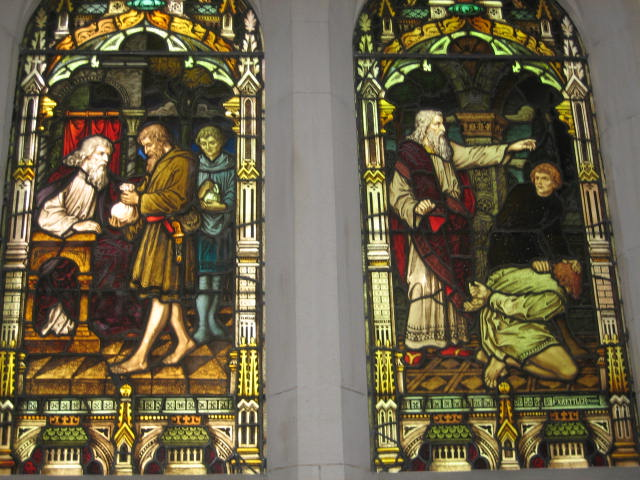
Esta representación de la parábola del siervo que no perdonó en una vidriera en la iglesia escocesa, Melbourne, muestra el perdón inicial de la deuda, y el castigo final del sirviente que no perdona.

La Parábola del siervo inclemente, también conocida como Siervo Ingrato, Siervo Despiadado, "que no perdono" o Siervo Malvado y que no debe confundirse con la parábola de los dos deudores, es una parábola de Jesús que aparece en el Evangelio de Mateo, capítulo 18, versos 21-35, y enseña lo importante que es perdonar a los demás tal como somos perdonados por Dios, como lo ilustra el ejemplo negativo del siervo que no perdona.

## Texto bíblico

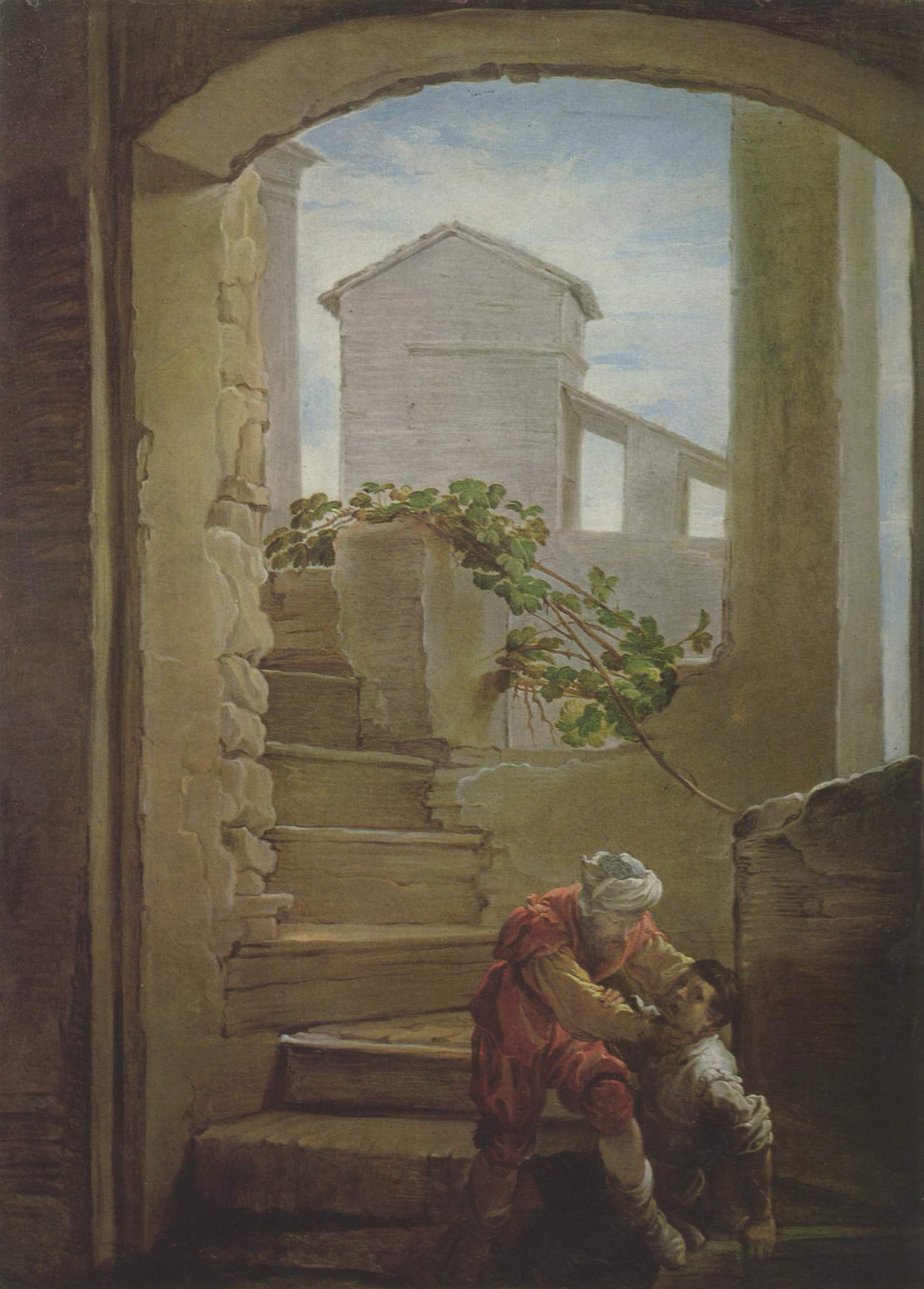
Esta representación de Domenico Fetti (c. 1620) muestra al siervo implacable ahogando al otro deudor.

La parábola se cuenta como respuesta a una pregunta de  Pedro sobre el perdón:

Entonces, acercándose Pedro se acercó le preguntó: "Señor, ¿cuántas veces he de perdonar a mi hermano cuando peque contra mí? ¿Hasta siete?"
Jesús le respondió: "No te digo hasta siete veces, sino hasta setenta veces siete". Por eso, el Reino de los Cielos viene a ser semejante a un rey, que quiso arreglar cuentas con sus siervos. Puesto a hacer cuentas, le presentaron uno que le debía "diez mil talentos". Como no podía pagar, su señor ordenó que fuese vendo él con su mujer y sus hijos y todo lo que tenía, y así pagase. Entonces el servidor, echándose a sus pies, le suplicaba: "¡Señor, ten paciencia conmigo y te lo pagaré todo!". El señor, compadecido de aquel siervo, lo mandó soltar y le perdonó la deuda.
Al salir aquel siervo, encontró a uno de sus compañeros, que le debía "cien denarios" y, agarrándole lo ahogaba y decía: "¡Págame lo que me debes!
"Entonces su compañero echándose a sus pies le suplicaba: "¡Ten paciencia conmigo y te lo pagaré!". Pero no quiso, sino que fue y lo hizo meter en la cárcel, hasta que le pagase la deuda. Al ver sus compañeros lo ocurrido, se disgustaron mucho y fueron a contar a su señor lo que había pasado. Entonces su señor lo mandó llamar y le dijo: "¡Siervo malvado! Yo te he perdonado toda la deuda, porque me lo has suplicado. "¿No debías tú también tener compasión de tu compañero, como yo la he tenido de ti?" Y su señor, irritado, lo entregó a los verdugos hasta que pagase toda la deuda. Del mismo modo hará con vosotros mi Padre Celestial, si cada cada uno no perdona a vuestro hermano de corazón." Mateo 18:21-35,

La línea anterior a la parábola en sí es similar a lo que se dice en Lucas 17: 3-4

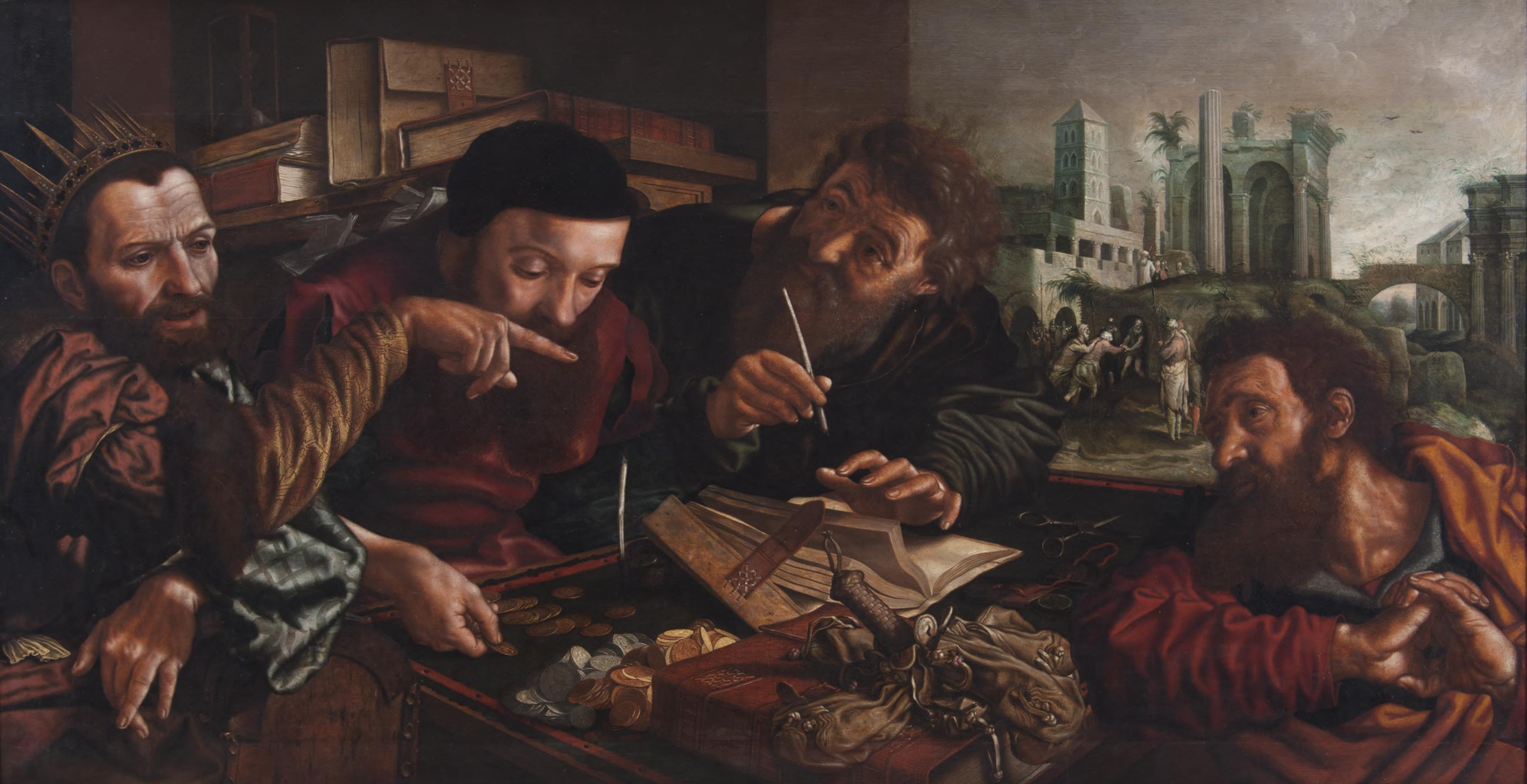
Esta representación de Jan van Hemessen (c. 1556) muestra el momento en que el rey riñe al sirviente.(unidad de medida

El talento de esta parábola valía unos 6000 denarios, por lo que una deuda es 600 000 veces mayor que la otra. Más significativamente, 10 000 (una miríada) era el número griego más alto, y un talento la unidad monetaria más grande, de modo que 10 000 talentos era la deuda más grande fácilmente descrita. Como comparación téngase en cuenta que el tributo anual combinado de Judea, Samaria e Idumea alrededor de esta época era de sólo 600 talentos. y un denario era el salario de un día, por lo que 10 000 talentos serían el salario de unos 200 000 años El escenario es la corte de algún rey de otro país, donde los "sirvientes" podían tener el mismo rango que los gobernadores de provincia.

## Contexto histórico
No hay precedente en las escrituras bíblicas de que un deudor pague sus deudas desde la cárcel. Sin embargo, hay un aspecto muy relevante de la ley romana que puede haber sido la referencia cultural en torno a la cual se basa esta parábola considerando que los judíos de los días de Jesús fueron gobernados por Roma. En la Constitución Romana conocida como las Leyes de las 12 Tablas(Tabla III, Leyes IV-X), hay un conjunto detallado de leyes sobre los deudores que muestra una gran similitud con el escenario de la parábola. Un deudor que no paga puede ser llevado a los tribunales y encadenado y obligado a una serie de arreglos mediante los cuales puede pagar la deuda mediante la servidumbre. También establece que otros pueden venir y pagar la deuda en su nombre, liberándolos de la prisión. Una deuda que no se puede pagar resultó en la esclavitud a favor del acreedor o en la venta en el mercado de esclavos.

## Enseñanza moral
La pregunta de Pedro y, sobre todo, la respuesta de Jesús dan una pauta del espíritu de compasión y misericordia que ha de presidir la actuación de los cristianos. 
La cifra «setenta veces siete» en el lenguaje hebreo viene a equivaler al adverbio «siempre». De modo que no encerró el Señor el perdón a un número determinado de personas sino que hay que perdonar continuamente y siempre. También se puede ver en esta parábola la diferencia entre una actitud mezquina de los hombres al perdonar con cálculo y la misericordia infinita de Dios.

## Representaciones
- Domenico Fetti, Parábola del siervo malvado (c. 1620), Gemäldegalerie de Berlín
- Claude Vignon, Parábola del siervo implacable (1629),  Museo de Bellas Artes de Tours
- Willem Drost, El siervo despiadado (1655), Wallace Collection, Londres
- John Everett Millais, El sirviente despiadado (1864), Tate Collection